# Irlandais de Nantes
L'expression « Irlandais de Nantes » désigne une communauté, formée au cours du XVIIe siècle et très importante au XVIIIe, de réfugiés politiques jacobites fuyant les violences des révolutions anglaises du XVIIe siècle, en particulier la Glorieuse Révolution de 1688. Cette communauté a ensuite essaimé sur l'île de Saint-Domingue et dans les ports de Bordeaux et de La Rochelle.

## Historique

### Les réfugiés irlandais à Nantes
Ce sont pour une grande part des aristocrates, rompus au maniement des armes et à la direction des soldats ; ils se lancent, avec leurs descendants, dans le grand commerce colonial avec les Antilles. Ils s'intègrent parfaitement dans la ville de Nantes, multiplient les mariages avec des filles de la noblesse locale, et créent de nombreuses compagnies coloniales françaises, parmi lesquelles les premiers opérateurs de la traite négrière. En Irlande, ces émigrés en France sont appelés les « oies sauvages » par leurs détracteurs.
Le port de Nantes est le premier port d'attache de leur flotte. Sur 60 raisons sociales de maisons de commerce jacobites en Europe au milieu du XVIIIe siècle, les deux tiers sont hébergées dans quatre ports : une douzaine dans l'ensemble Stockholm–Göteborg (mais essentiellement des filiales), 12 à Nantes, 9 à Bordeaux et 8 à Cadix. 
On trouve aussi un assez grand nombre de prêtres. En 1695, l'évêque de Nantes leur accorde l'usage de sa résidence d'été, le manoir de la Touche, qui devient le séminaire des prêtres irlandais de Nantes, actif jusqu'à la Révolution. Au même moment, trois évêques exilés, Messeigneurs Barry, O'Keeffe (en) et Comerford, respectivement évêques de Cork, de Limerick et de Waterford, de la communauté des Irlandais de Nantes, habitent la ville.
Enfin, on trouve des personnes de rang moyen ou modeste, qui occupent souvent des emplois en rapport avec le commerce maritime : capitaines ou pilotes, mais aussi tonneliers, voire portefaix.

### Trois générations d'Irlandais de Nantes
La puissance des Irlandais de Nantes n'a cessé d'augmenter, si l'on observe le parcours des membres des trois générations qui les représentent :
- La première génération, celle de Nicolas Luker, Paul Sarsfield, André Géraldin et Nicolas Lée, émigrée en France dès le milieu du XVIIe siècle, après les combats de la « grande rébellion de 1641 » contre les colons irlandais et écossais, peut accueillir ses concitoyens irlandais à la suite des conflits ayant suivi la Glorieuse Révolution anglaise de 1688 et le traité de Limerick de 1691. Cette vague n'est pas propre à Nantes. L'historien Gabriel Audisio raconte que dans l'armée du duc de Savoie et du marquis de Pianezza, qui participe à la répression des Pâques vaudoises de 1655, on trouve des soldats catholiques irlandais victimes de Cromwell[3].

- La deuxième génération est formée de l'armateur négrier Luc O'Shiell, le corsaire Phillip Walsh, installé d'abord à Saint-Malo, et le planteur Jean Ier Stapleton, avec son associé Jacques Rulidge, mais aussi Jean Mac Nemara, père de Jean-Baptiste Mac Nemara, ou encore de Jean O'Gorman, syndic des habitants du Cul-de-Sac et père de Victor Martin O'Gorman. Tous sont officiers de l'armée française, dans les bataillons irlandais de Louis XIV et propriétaires de plantations esclavagistes à Saint-Domingue[4],[5], tout comme Denis MacCarthy, qui s'installe lui à Bordeaux et dont le fils Justin MacCarthy-Reagh (1744–1811), installé à Toulouse, est fait comte. Cette génération est accueillie à bras ouverts la France est alors en pleine guerre de la Ligue d'Augsbourg, après la Glorieuse Révolution britannique, et Louis XIV en fait le fer de lance de son armée et surtout de sa marine, en particulier lors de l'expédition de la Jamaïque de 1694. Louis XIV accueille au même moment plusieurs milliers d'Irlandais à la Cour jacobite de Saint-Germain en Laye. Le 8 juin 1694, ils forment la majeure partie d'une flotte de 22 vaisseaux et 1 500 hommes partis de Nantes sous la direction de l'amiral Jean-Baptiste du Casse pour opérer l'« expédition de la Jamaïque ». Ils brûlent des centaines de maisons et s'emparent de 1 300 esclaves qu'ils emmènent à Saint-Domingue, mais ne cherchent finalement pas à s'emparer de la Jamaïque, jugée trop difficile à prendre[6].

- La troisième génération se compose des époux des filles de Luc O'Shiell, les armateurs négriers Antoine Walsh et Jean II Stapleton, ou de Jean-Baptiste Mac Nemara, mari de la fille de Jean Ier Stapleton. Ils disposent de fortunes considérables, investissent dans l'immobilier et organisent des tentatives de renversement du gouvernement britannique, au départ de France.

### Les Irlandais hors de Nantes
La communauté des irlandais expatriés est aussi très présente à Bordeaux, où, dès 1715, elle a développé un important commerce de bœuf salé avec l'Irlande, qui permet d'approvisionner en réserves alimentaires les équipages marchands et les colonies. Le bœuf salé est alors en concurrence avec le poisson salé venu de Terre-Neuve, qui représente pour les seules Antilles un marché de 4,5 millions de livres.
Vers 1725, Thomas Barton, né à Curraghmore (en), en Irlande, en 1694 quitta son pays pour Bordeaux et s'y consacra au commerce des vins. Son fils William et ensuite son petit-fils Hugh (1766-1854) lui succédèrent. Son arrivée est liée à l'installation à Bordeaux d'une colonie très active de commissionnaires irlandais spécialisés dans l'exportation des grands crûs, en échange de salaisons venues d'Irlande.
Le Finistère, les Côtes-d'Armor, la région de Rennes... voient également l'arrivée de vagues d'exilés irlandais aux XVIIe et XVIIIe siècles.

## Les institutions
Le collège de Nantes, autour de 1680, dépendait de l’Université de Nantes et s’adressait aux étudiants de toute l’Irlande. Pendant un temps, il fut le plus important après Paris, avec 80 étudiants,.

## Personnalités
- Nicolas Lée est le premier à s'installer à Nantes, dès 1649 lors des premières années de conquête d'Oliver Cromwell[11]
- Paul Sarsfield s'est installé en France dès 1658 et Louis XIV lui accorde la nationalité française en 1678[11]. Son fils Patrick Sarsfield sert en France dans l'armée de Louis XIV de 1671 à 1678 puis de 1690 à sa mort en 1693, alors qu'il dirige l'armée expatriée de la Brigade irlandaise après le Traité de Limerick.
- Jean Ier Stapleton a fondé une autre dynastie d'armateurs nantais. A Saint-Domingue, il détenait des plantations, complémentaires de son activité de négociant du commerce triangulaire.
- Antoine Walsh, le plus grand négociant et armateur négrier du port de Nantes au XVIIIe siècle, sera en 1748 le fondateur de la Société d'Angola.
- Les armateurs Butler, dont le nom a été francisé en Bouteiller, étaient des importateurs importants à Nantes.
- Agnès O'Shiell, fille de Luc O'Shiell devenu l'une des plus riches négociantes de Nantes, femme du planteur Jean II Stapleton (fils de Jean Ier Stapleton ci-dessus) et belle-sœur, par sa sœur Mary O'Shiell, d'Antoine Walsh qu'on vient de citer. La propriété de la famille O'Shiell aux Cayes à Saint-Domingue a été étudiée par les historiens.
- À La Rochelle, Denis Mac Carthy, père de Denis Charles Jean Marie de Mac-Carthy, était un négociant important.
- Victoire Martin O'Gorman, planteur esclavagiste et officier militaire, fut élu député de Saint-Domingue. La famille O'Gorman, installée à Saint-Domingue depuis plusieurs générations, détenait au Cul-de-sac deux plantations.
- La famille Sutton de Clonard voit l'un de ses descendants participer à l'expédition La Pérouse.
- La famille O'Riordan, originaire de Cork et de Limerick ; importants négociants et armateurs nantais du XVIIIe siècle.